# Butlerius butleri
Butlerius butleri är en rundmaskart. Butlerius butleri ingår i släktet Butlerius och familjen Diplogasteridae. Inga underarter finns listade i Catalogue of Life.